# Kundalini Yoga

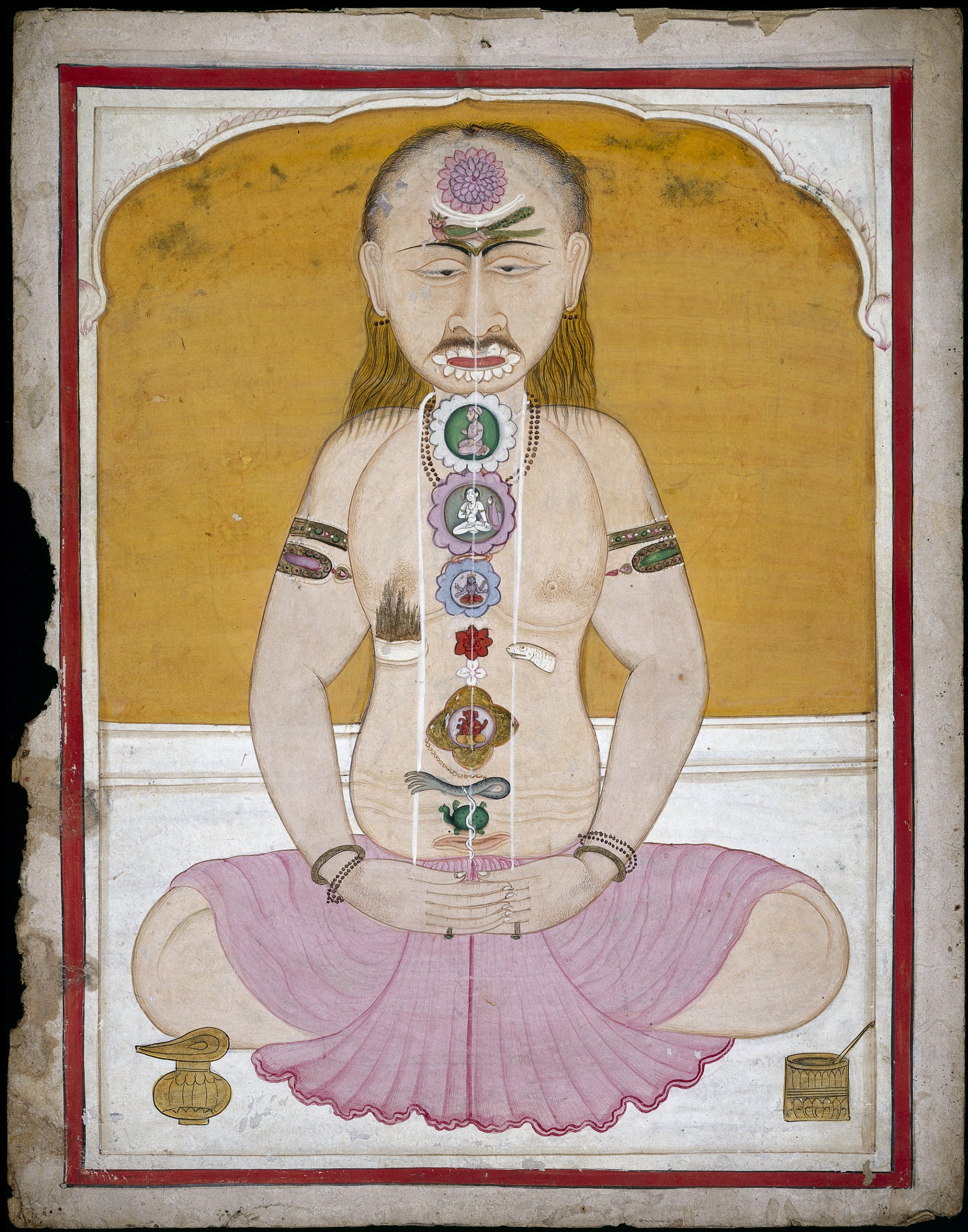
Ilustrație tantrică indiană a canalelor subtile ale corpului pe care kundalini le traversează

Kundalini yoga este ramura yoga care descrie manifestarea energiei Kundalini, și oferă metode pentru trezirea (treptată, gradată, controlată și fără riscuri), manifestarea, cultivarea acestei energii.
Kundalini yoga (kuṇḍalinī-yoga) derivă din kundalini, definită în tantra ca energie care se află în interiorul corpului, frecvent în zona buricului sau la baza coloanei vertebrale. În sistemele tantrice normative, kundalini este considerată a fi latentă până când este activată (ca prin practica yoga) și canalizată în sus prin canalul central într-un proces de perfecțiune spirituală. Alte școli, cum ar fi Shaivismul Kashmir, învață că există mai multe energii kundalini în diferite părți ale corpului care sunt active și nu necesită trezire. Kundalini este considerată de adepți ca fiind puterea asociată cu femininul divin, Shakti. Kundalini yoga ca școală de yoga este influențată de școlile de shaktism și tantra ale hinduismului. Își trage numele prin concentrarea asupra trezirii energiei kundalini prin practica regulată a mantrei, tantrei, yantra, yoga, laya, haṭha, meditației sau chiar spontan (sahaja). 